# Monochoria australasica
Monochoria australasica là một loài thực vật có hoa trong họ Pontederiaceae. Loài này được Ridl. mô tả khoa học đầu tiên năm 1918.